# 24654 Fossett
24654 Fossett este o planetă minoră (asteroid), cu un diametru de , din Mars-crossing asteroid[*]. A fost descoperită pe 29 mai 1987 la Observatorul Palomar de Carolyn S. Shoemaker și a fost numită după Steve Fossett⁠(d). 
Obiectul prezintă o orbită caracterizată de o semiaxă mare de 1,8943141 UAi, o excentricitate de 0,16, o înclinație de 27,34633 ° în raport cu ecliptica.